# Gayenna ignava
Gayenna ignava är en spindelart som beskrevs av Banks 1898. Gayenna ignava ingår i släktet Gayenna och familjen spökspindlar. Inga underarter finns listade i Catalogue of Life.